# Pingvin (film)
|  | Denne artikel er oprettet af botten Steenthbot ud fra en ekstern database. Den kan derfor have sproglige fejl eller mangler. Denne skabelon kan fjernes efter kontrol af indholdet. |

Pingvin er en tysk animationsfilm fra 2018 instrueret af Julia Ocker.

## Handling
Pingvintjeneren vil have, at pingvinfesten skal være perfekt. Men alt, hvad han gør, ender galt.

## Medvirkende
- Christian Heck, Pingvin